# Dienstleistung

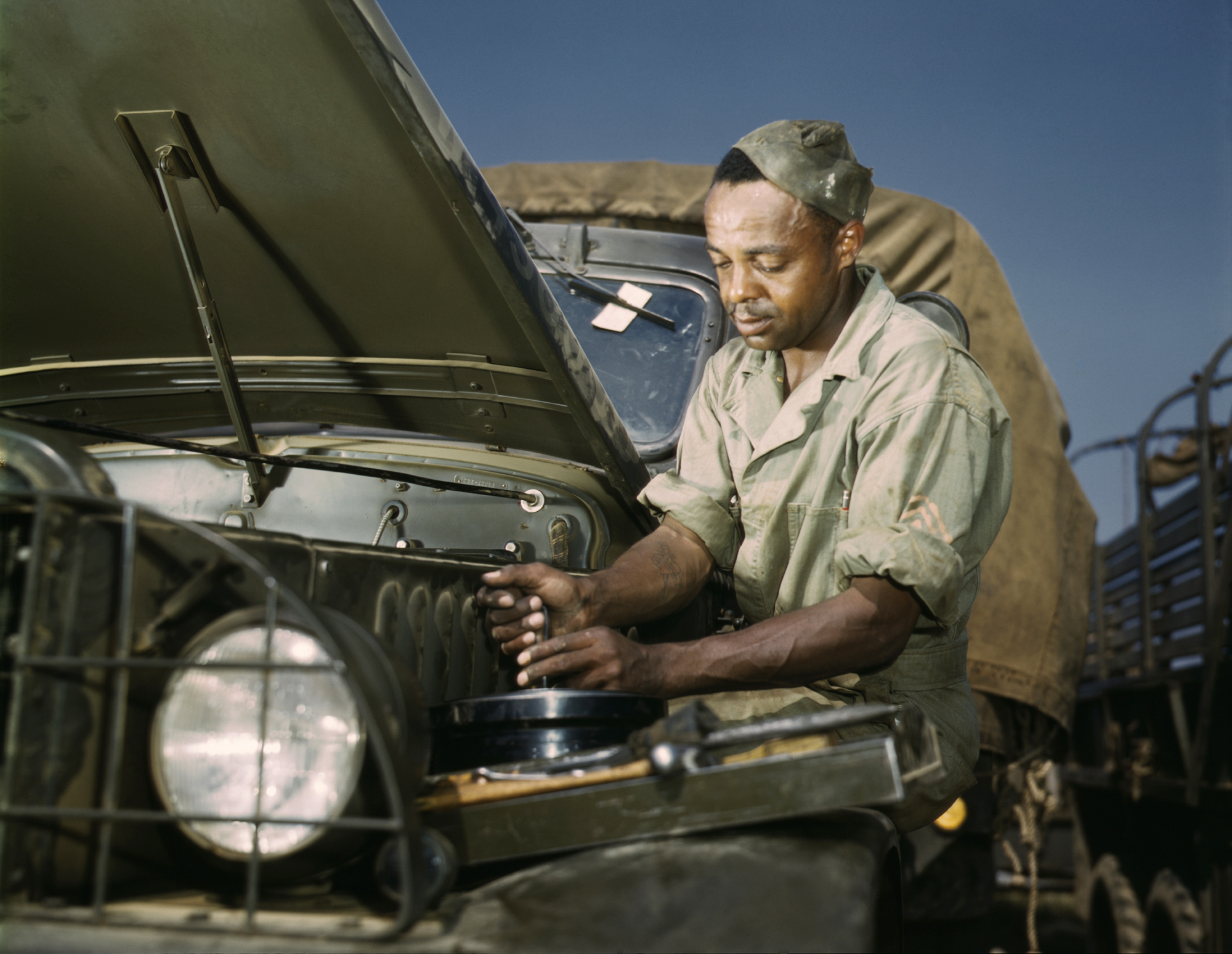
Typische Dienstleistung: Automechaniker in Fort Knox/Kentucky (Juni 1942)

Dienstleistung (englisch und französisch service) ist ein immaterielles Gut, das entsteht, wenn ein Wirtschaftssubjekt für ein anderes eine entgeltliche Tätigkeit ausübt.

## Etymologie
Das Kompositum Dienstleistung setzt sich aus „Dienst“ und „Leistung“ zusammen. Dienst (aus althochdeutsch dionôst ‚Dienstleistung‘, abgeleitet aus dio ‚Knecht‘) ist die Tätigkeit eines Rechtssubjekts im Auftrag eines anderen, Leistung sind alle sachzielorientieren Handlungen eines Wirtschaftssubjekts und ihr Ergebnis. Aus der Kombination beider liegt eine Dienstleistung vor, wenn ein Wirtschaftssubjekt eine am eigenen Betriebszweck orientierte entgeltliche Tätigkeit für andere übernimmt.
Ein Dienst nützt primär nicht dem eigenen Interesse, sondern dem des Dienstherrn; der Dienst kann Rudolph Bauer zufolge freiwillig oder aus einer gesetzlichen oder vertraglichen Verpflichtung erfolgen. Freiwillig erweist jemand einem Anderen einen Dienst, möglicherweise unentgeltlich (Gefälligkeit). Eine entgeltliche Dienstpflicht ergibt sich für den Diener oder Staatsdiener im Staatsdienst. Weitere Dienstarten sind der Messdiener oder der Militärdienst. Die griechische Antike verband das Dienen (altgriechisch διαχονεω diakonéo; hieraus Diakonie) mit der Tätigkeit an einer Person.
Der im englischsprachigen Bereich und im deutschsprachigen Raum als Anglizismus verwendete Begriff „Service“ geht auf lateinisch servitium für den kostenlosen „Sklavendienst“ zurück. Allerdings beschränkt sich im deutschsprachigen Bereich der Service auf produktbegleitende Dienstleistungen von Konsum- und Investitionsgüterherstellern, etwa dem Begriff Lieferservice (heute Lieferqualität genannt), und kann keinesfalls mit dem Dienstleistungsbegriff gleichgestellt werden.

## Allgemeines
Zu den Wirtschaftssubjekten gehören Unternehmen, der Staat mit seinen Untergliederungen (öffentliche Verwaltung, Staatsunternehmen, Kommunalunternehmen) und Privathaushalte. Unternehmen, die ausschließlich oder überwiegend Dienstleistungen erbringen, heißen Dienstleistungsunternehmen (beispielsweise Kreditinstitute, Versicherungswirtschaft, Handelsunternehmen, Verkehrsbetriebe, Gastronomie, Ärzte, Notare, Friseure), die übrigen sind Sachleistungsunternehmen (Urproduktion, Automobilhersteller, Bauwirtschaft, Anlagenbau, Maschinenbau). Die öffentliche Verwaltung und öffentliche Unternehmen erbringen ebenfalls im Rahmen der Daseinsvorsorge ausschließlich Dienstleistungen. Die Produktionstätigkeit öffentlicher Haushalte besteht darin, Sachgüter und Dienstleistungen von Unternehmen zu erwerben und hieraus unter Einsatz eigener Produktionsfaktoren öffentliche Dienstleistungen zu erbringen. Privathaushalte erbringen nur dann Dienstleistungen, wenn sie dafür eine Gegenleistung erhalten und keine bloße Gefälligkeit vorliegt. Haushaltsbezogene Dienstleistungen sind Dienstleistungen, die in einem Privathaushalt durch Erwerbsarbeit erbracht werden. Hierzu gehören entgeltliche Reinigungs-, Nachhilfe- oder Übersetzerdienste.
Viele erwerbsfähige Menschen sind Angestellte oder Beamte; sie erbringen Dienstleistungen im Rahmen ihrer Arbeitsverhältnisse.

## Geschichte
Das römische Recht kannte die Dienstleistungen freier Tagelöhner und Handwerker (lateinisch locatio conductio operarum), doch die meisten Dienstleistungen wurden von Sklaven erbracht, die ihren Eigentümern als Sache galten, für deren Dienstleistungen bei Kunden eine Sachenmiete erhoben wurde (lateinisch locatio conductio rei). Der Dienstverpflichtete (lateinisch locator) hatte seine Dienstleistung ordnungsgemäß dem Dienstherrn (lateinisch conductor) zu erbringen und erhielt hierfür eine Vergütung (lateinisch merces). Das Recht auf Dienstleistungen galt als dingliches Recht (lateinisch res operae servorum), aus der Arbeit fremder Sklaven Nutzen ziehen zu dürfen. Dienste der Ärzte oder Lehrer mit intellektuellen Leistungen (lateinisch operae liberales) erfolgten aufgrund eines Auftrags (lateinisch mandatum) ohne Vergütung. Bereits hier gehörte zum „Knecht sein“ (lateinisch servire) die Unterordnung mit einem unbezahlten Sklavendienst (lateinisch servitium).
Im Mittelalter lösten Knecht, Dienstmagd und Dienstbote die früheren Sklaven ab. Das Gesinde erbrachte Hand- und Spanndienste gegen Naturalien oder Lohn. Das Verb „dienen“ erfuhr in jener Zeit einen Bedeutungswandel, denn „dienlich“ im Sinne von „nützlich“ kam erst im 16. Jahrhundert auf. Die soziale Beziehung zwischen Herrschaft und Dienerschaft verband den Arbeitsplatz mit Erniedrigung, Degradierung und Entwürdigung. „Dienen“ ist ein „herrschaftlich personales Über- und Unterordnungsverhältnis zwischen Personen in unterschiedlicher sozialer Stellung“. Das Dienstleistungspersonal arbeitete nunmehr als Arbeiter oder Angestellte in Unternehmen oder als Beamte im öffentlichen Dienst für den Dienstherrn, stets verbunden mit einem Über- und Unterordnungsverhältnis. Der „Verdienst“ avancierte zu einem durch Tätigkeit erworbenen Wert.
Das Allgemeine Preußische Landrecht (APL) vom Juni 1794 enthielt einen Vertragstyp, durch den „Sachen gegen Handlungen oder Handlungen gegen Handlungen versprochen werden“ (I 11, § 869 ff. APL). Das hieraus abgeleitete ADHGB vom Mai 1861 widmete sich der Dienstleistung allgemein nicht, sondern befasste sich mit dienstleistungsorientierten Spezialformen. So beinhaltete es das Dienstverhältnis der Handlungsgehilfen (Art. 57 bis 65 ADHGB). Zu jener Zeit hätte es ohne Dienstleistungen keine materielle Produktion gegeben. Synchron mit der Industrialisierung entstanden im 19. Jahrhundert funktionsnotwendige Dienstleistungen wie etwa das Transport- oder Bankwesen, denn produzierte Güter bedurften einer Transport-, Zahlungs- und Finanzierungsleistung.
Der Nationalökonom Nassau William Senior sprach bereits 1854 davon, dass Produkte in Dienstleistungen und Waren unterteilt werden (englisch products are devided into Services and Commodities). Der Betriebswirt Erich Gutenberg lehnte 1953 die Anwendung des Produktionsbegriffs auf Dienstleistungen ab, wodurch sich bis 1969 die Lehrmeinung verfestigte, dass Sachgüter produziert und Dienstleistungen „bereitgestellt“ würden. Es ist anzunehmen, dass Gutenberg hiermit sein Erkenntnisobjekt eingrenzen, nicht aber bewusst den Herstellungsprozess von Dienstleistungen verneinen wollte. Der Bereich der Dienstleistungen hat insbesondere im 19. und 20. Jahrhundert an Bedeutung gewonnen und stellt mittlerweile einen Hauptbereich unserer Volkswirtschaft dar.
Das im Januar 1900 in Kraft getretene Bürgerliche Gesetzbuch (BGB) berücksichtigt außer dem Dienstvertrag, Werkvertrag und Auftrag (einschließlich Geschäftsbesorgung) einige Sonderformen (Makler, Verwahrung). Später kamen weitere hinzu (Reisevertrag im Mai 1979, Zahlungsdienste im Oktober 2009, Behandlungsvertrag im Februar 2013), ohne jedoch die bestehende Vielfalt des Alltags annähernd abzudecken. Bestimmte kaufmännische Dienstleistungen erhielten im – gleichzeitig in Kraft getretenen – Handelsrecht eine Sonderstellung (etwa Handelsvertreter, Kommissionär, Spediteur, Frachtgeschäft oder Lagerhaltung).

## Abgrenzungen
Bei Dienstleistungsunternehmen steht das Angebot der Dienstleistung im Vordergrund, auch wenn wie in der Gastronomie gleichzeitig ein Warenverkauf stattfindet. Hierbei kommt es nicht bloß auf den Verkauf von Speisen und Getränken an, sondern vor allem auf die hierauf bezogenen Dienstleistungen Zubereitung, Servieren und Gastlichkeit. Deshalb kann die Erstellung einer Dienstleistung mit materiellen Produkten verbunden sein oder auch nicht. Während der Speiseeishersteller ein Produktionsunternehmen ist, handelt es sich beim Eiscafé um ein Dienstleistungsunternehmen. Die Abgrenzung zwischen beiden fällt nicht immer leicht, weil Produktionsunternehmen auch (produktbegleitende) Dienstleistungen anbieten und umgekehrt Dienstleistungsunternehmen auch Produkte verkaufen.
Die Abgrenzung zwischen Dienst- und Sachleistung ist letztlich fließend. So erlangen Dienstleistungskomponenten im Business-to-Business-Marketing, beispielsweise im Maschinen- und Anlagenbau, verstärkt an Bedeutung (z. B. Beratung, Teleservice). Auch in der Konsumgüterindustrie tragen Dienstleistungskomponenten zur verstärkten Differenzierung und so zur Erlangung von Wettbewerbsvorteilen bei (z. B. Absatzfinanzierung von Hi-Fi-Elektronik oder PKWs durch Autobanken). Nicht zuletzt können derartige Dienstleistungskomponenten kaufentscheidend sein und somit zum Hauptbestandteil des Produkts avancieren.
Daher wird zunehmend der Versuch aufgegeben, Dienstleistungen von Sachleistungen voneinander abzugrenzen. Sämtliche Absatzobjekte werden hier als Leistungsbündel aufgefasst, deren Leistungsergebnis einerseits eher materiell oder immateriell, der Leistungserstellungsprozess eher autonom oder integrativ ausgeprägt ist. Ein derartiges Verständnis erlaubt eine differenzierte Konzeption des absatzpolitischen Instrumentariums.

## Definitionsmöglichkeiten
Zur genaueren Bestimmung des – in der Fachliteratur umstrittenen – Dienstleistungsbegriffs gibt es Negativdefinitionen (nach dem Ausschlussprinzip), den enumerativen Definitionsansatz (Aufzählung) oder Merkmalsdefinitionen, bei denen die die Dienstleistung beschreibenden konstitutiven Merkmale ermittelt werden. Im Rahmen einer Negativdefinition kann man unter Dienstleistungen alle Tätigkeiten verstehen, „die sich nicht auf eine unmittelbare Gewinnung, Verarbeitung oder Bearbeitung von Sachgütern richten“. Die Produktion von Sachgütern (Waren, Handelswaren, Commodities) stellt den Gegensatz von Dienstleistungen dar. Aufzählungsdefinitionen scheitern daran, dass die Heterogenität des Dienstleistungssektors und ständige Innovationen (siehe Finanzinnovationen) eine abschließende Auflistung unmöglich macht. Merkmalsdefinitionen führen zu dem Ergebnis, dass Dienstleistungen vielfach eine unsichtbare und ungreifbare geistige Leistung darstellen, also ein substanzloses Gut sind. Die typischen konstitutiven Merkmale einer Dienstleistung sind ihre Immaterialität, Schwankungen in der Dienstleistungsqualität, Untrennbarkeit von Dienstleister und Dienstleistung, mangelnde Lager- und Transportfähigkeit sowie meist Synchronität von Herstellung und Verbrauch der Dienstleistung. Dieses zeitliche Zusammenfallen von Produktion und Konsum wird auch Uno-actu-Prinzip genannt.

## Arten
In der Wirtschaft unterscheidet man allgemein zwischen gebundenen und ungebundenen Dienstleistungen. Ist die Synchronität von Herstellung und Verbrauch der Dienstleistung vorhanden (etwa bei einer Taxifahrt), spricht man von gebundenen Dienstleistungen; die Taxifahrt ist ohne den Taxifahrer nicht möglich. Ungebundene Dienstleistungen sind gekennzeichnet durch eine zeitliche und räumliche Entkopplung von Produktion und Verbrauch vor allem bei unternehmensbezogenen Dienstleistungen. In modernen Volkswirtschaften ermöglicht der Einsatz von Informationstechnologie, Produktion und Verbrauch zeitlich, räumlich und persönlich zu trennen, so dass Produktivitätssteigerungen möglich sind.
Dienstleistungen unterscheiden sich auch nach standardisierten und individuellen Dienstleistungen. Letztere werden für ein konkretes Individuum erstellt. Merkmal von standardisierten Dienstleistungen ist, dass sie für einen fiktiven Durchschnittskunden erbracht werden. Der Grad der Beteiligung (Integrationsgrad) des Kunden ist bei individuellen Dienstleistungen höher.
Im Hinblick auf den Erbringer einer Dienstleistung (Dienstleister) unterscheidet man:

### Personenbezogene Dienstleistungen
Personenbezogene Dienstleistungen (PBD) sind Dienstleistungen, die an oder mit der Person vollzogen werden, z. B. die Leistungen eines Heilerziehungspflegers oder eines Lehrers. Diese Dienstleistungen kommen nur unter Beteiligung des Kunden zustande. Die Beteiligung des Kunden kann eher passiv sein, wie beim Rettungsdienst, oder eher aktiv sein, wie bei der Aneignung von Wissen in einer Lernsituation. Personenbezogene Dienstleistungen weisen folgende Merkmale auf:
- Die Ziele werden zwischen dem Dienstleister und dem Kunden mehr oder weniger ausgehandelt – beide sind am Ergebnis, d. h. dem immateriellen Produkt beteiligt. Die UN-Konvention über die Rechte von Menschen mit Behinderungen geht z. B. davon aus, dass nur bei gemeinsamen Zielen auch ein zufriedenstellendes Ergebnis möglich ist.
- Die Prozesse oder Maßnahmen werden ebenfalls zwischen dem Kunden und dem Dienstleister ausgehandelt – der Kunde muss am Prozess mitwirken, wenn das Ziel erreicht werden soll. Sozialarbeiter/-pädagogen sprechen von der Klienten. Die Maßnahmen können zwar detailliert geplant werden, jedoch ist die Maßnahmendurchführung häufig von der Disposition des Kunden abhängig.
- Grundlage zur Durchführung von Maßnahmen und deren Zielerreichung sind die sozialen Beziehungen zwischen dem Dienstleister und seinem Kunden. Die sozialen Rollen und der soziale Status von Kunde und Dienstleister müssen geklärt sein.

David A. Garvin fasst diese Phänomene personenbezogener Dienstleistungen (PBD) folgendermaßen zusammen:
- PBD sind immateriell
- PBD folgen dem Uno-actu-Prinzip
  - Zusammenfallen von Konsum und Produktion
  - Dienstleistungsproduzent ist Teil der Dienstleistung, genauso wie Dienstleistungskonsument
- PBDs sind heterogen
- PBDs sind nicht lager- und nicht transportfähig
- Standardisierung von PBDs ist schwierig bis unmöglich

Für die Organisationen und Berufe, die personenbezogene Dienstleistungen erbringen, hat dies Konsequenzen für ihre Managementsysteme:
- Der Bedarf und die Probleme des Kunden müssen personenbezogen erhoben werden. Da der Kunde an der Dienstleistung mitwirken soll, müssen auch seine Ressourcen, d. h. seine Fähigkeiten, Handlungsmöglichkeiten und der Grad seiner Bereitschaft der Mitwirkung erhoben werden.
- Das zukünftige Ergebnis, d. h. das Ziel der Dienstleistung, muss so weit wie möglich mit dem Kunden ausgehandelt und transparent gemacht werden. Dieses Ziel ist der Qualitätsmaßstab für den Kunden und den Dienstleister. Ein Ziel ist z. B. ein bestimmter Rehabilitations- oder Behandlungserfolg, das Erreichen eines Schulabschlusses oder ein bestimmtes Verhalten. Motivierende Gesprächsführung kann dafür ein Konzept sein.
- Auch die dazugehörigen Maßnahmen müssen mit dem Kunden geplant werden und ihm so weit wie möglich transparent oder plausibel sein, damit er motiviert und in der Lage ist, mitzuwirken.
- Die geplanten Maßnahmen müssen durchgeführt werden. Dabei kommt dem Dienstleister als Controller und Motivator eine besondere Rolle zu, da gerade im Bereich des Gesundheits-, Sozial- und Bildungswesen die Dispositionen der Kunden mitunter fragil sind. Vom Kunden wird häufig verlangt, dass er für die Dienstleistung bezahlt und auch noch für den Erfolg der Dienstleistung mitarbeitet oder gar leidet.
- Ziele und Maßnahmen müssen ausgewertet werden. Das bedeutet:
  - Der Grad der Zielerreichung, d. h. der Grad des Erfolgs muss mit dem Kunden festgestellt werden.
  - Die Sinnhaftigkeit der Zielerreichung und der Maßnahmen muss mit dem Kunden analysiert werden. Die zentrale Frage kann dabei lauten: „Den Plan haben wir erfüllt. War er auch gut?“
- Nach der Auswertung oder Zwischenauswertung können neue Ziele und Maßnahmen mit dem Kunden festgelegt werden.

Die Schwierigkeit für personenbezogene Dienstleister, wie z. B. Berater, Therapeuten oder Sozialarbeiter, besteht mitunter darin, dass sie keinen oder wenig Einblick oder Einfluss darauf haben, was der Kunde tatsächlich tut oder die Ziele und Maßnahmen nicht ausgewertet werden können, weil der Kunde nicht mehr mit dem Dienstleister zusammenkommt. Personenbezogene Dienstleister haben oft mit unvollständigen Dienstleistungsprozessen zu tun.

### Sachbezogene Dienstleistungen
Bei sachbezogenen Dienstleistungen steht nicht so sehr die Person des Dienstleisters im Vordergrund, sondern dessen Dienstleistung als solche wie z. B. Gesundheitswesen, Gebäudereinigung, Speditionen, Kreditinstitute, Versicherungen, Telekommunikation, Unternehmenssoftware, Werbung.

### Originäre Dienstleistungen
Originäre (oder primäre) Dienstleistungen sind Leistungen von Unternehmen, die ausschließlich oder überwiegend solche erbringen und keine materiellen Güter herstellen. Es handelt sich um „reine Dienstleistungen“, die dem Betriebszweck und dem Kerngeschäft des Unternehmens entsprechen. Zu solchen Dienstleistungsunternehmen gehören z. B. Krankenhäuser, Banken, Versicherungen, Telekommunikationsunternehmen, Werbeagenturen, Reiseveranstalter, Speditionen, Paketdienste, Reinigungsunternehmen, Wäschereien und Abschleppdienste.
Ein Sonderfall sind die wissensintensiven Dienstleistungen, die von Freiberuflern erbracht werden. Für diese Dienstleistungsunternehmen geltenden Besonderheiten; siehe dazu Professional Service Firm.

### Produktbegleitende / industrielle Dienstleistungen
Unternehmen, die neben den Dienstleistungen auch materielle Güter herstellen, wie Fahrzeughersteller oder Produzenten von Investitionsgütern bieten sie an. Man spricht auch von hybriden Produkten. Industrielle Dienstleistungen werden zusätzlich zum physischen Produkt angeboten, das heißt, sie werden im Zusammenhang mit dem selbst erstellten physischen Produkt vermarktet. Daher werden industrielle Dienstleistungen als sekundäre Dienstleistungen bezeichnet, weil sie einen Zusatznutzen für den Kunden darstellen. Es handelt sich um Dienstleistungen, die in direkter oder indirekter Verbindung mit den Sachgütern für andere Unternehmen erstellt werden. Deshalb entsteht eine wirtschaftliche Abhängigkeit einer Dienstleistung von einem Sachgut.

#### After-Sales-Services
After-Sales-Services sind Dienstleistungen nach dem Güterkauf, etwa Ersatzteilversorgung, Wartung und Instandhaltung, Modernisierung (Retrofit), Teleservice.
Der Verkäufer ist bestrebt, seinen Kunden nach dem Verkauf einer Ware weiter zu betreuen, um eventuell zusätzliche Geschäfte tätigen zu können. Ein Hilfsmittel hierzu ist das Customer-Relationship-Management. Die professionelle Abwicklung des Kundendiensts, der Gewährleistungsarbeiten (Beschwerdemanagement), aber auch die weitere Betreuung des Kunden durch den Verkäufer (Vertriebsmitarbeiter) sind typische Aufgaben des After-Sales-Managements.
Im Bereich der Investitionsgüter (B2B-Marketing) wird ein geregelter After-Sales-Service vom Kunden erwartet. Häufig entwickelt sich erst durch intensive Nachbetreuung eine längerfristige Geschäftsbeziehung. Intensive Nachbetreuung soll die Kundenzufriedenheit, auch die Kundenbindung verbessern.

### Industrienahe Dienstleistungen
Im Gegensatz zu den zuvor beschriebenen industriellen Dienstleistungen sind industrienahe Dienstleistungen, gemeinhin auch Industriedienstleistungen genannt, Dienstleistungen, die an einer industriellen Anlage erbracht werden und damit im direkten Zusammenhang mit der Warenproduktion stehen. Industriedienstleistungen dienen dem Aufbau und der Erweiterung von Anlagen sowie der Sicherstellung der Anlagenverfügbarkeit. Abnehmer von Industriedienstleistungen sind somit immer andere Unternehmen (B2B).

## Prozessmodell
Jede Dienstleistung ist Bestandteil eines Geschäftsprozesses, der i. d. R. aus mehreren Phasen besteht. In diesen Phasen treten charakteristische Akteure auf, die sich durch spezifische Aufgaben (Rollen) voneinander unterscheiden:
- In der Anbahnungsphase
  - der Dienstleistungsanbieter, der die (Erbringung der) Dienstleistung anbietet und
  - der Dienstleistungsnachfrager, der die (Erbringung der) Dienstleistung nachfragt.
- In der Vereinbarungsphase (auch: Vertragsphase)
  - der Dienstleistungslieferant (Auftragnehmer), der den Auftrag zur Erbringung der Dienstleistung erhält und
  - der Dienstleistungskunde (Auftraggeber), der die Erbringung der Dienstleistung beauftragt.
- In der Leistungsphase (auch: Durchführungs- oder operative Phase)
  - der Dienstleistungserbringer, der die Dienstleistung persönlich erbringt und
  - der Dienstleistungskonsument, der die Dienstleistung (bzw. deren Ergebnis) persönlich in Anspruch nimmt bzw. von der erbrachten Dienstleistung persönlich profitiert. Je nachdem, ob der Konsument im Dienstleistungsvertrag als Begünstigter vorgesehen ist oder nicht, erfolgt der Konsum (d. h. die Inanspruchnahme) der Dienstleistung berechtigterweise oder unberechtigterweise.
- Ebenfalls auf der operativen Ebene ist der Begriff des externen Faktors angesiedelt. Er bezeichnet eine Person oder Sache, die kein Eigentum des Dienstleisters ist (daher „extern“) und an der die Dienstleistung vollzogen wird. Oft sind für ein Gelingen der Dienstleistung auch Unterstützungsleistungen (Beistellungen) des Auftraggebers erforderlich (z. B. Räumlichkeiten, Arbeitsmittel, Informationen, persönliche Mitwirkung).
- Hinzu kommen Personen bzw. Organisationseinheiten, die an der Erbringung der Dienstleistung nur mittelbar beteiligt sind, und zwar durch dispositive Aufgaben (z. B. Planung, Steuerung und Koordination der Leistungserbringung).
- In der Gegenleistungsphase
  - der Empfänger der zwischen Auftraggeber und Auftragnehmer vereinbarten Gegenleistung (i. d. R. Entgelt) und
  - der Erbringer der Gegenleistung.

In der Realität werden die Rollen des Dienstleistungsanbieters, -lieferanten und -erbringers sowie des Gegenleistungsempfängers oft von verschiedenen Personen bzw. Organisationseinheiten wahrgenommen, in einfachen Fällen aber auch von ein und derselben Person (z. B. Taxifahrer). Gleiches gilt für die Rollen des Dienstleistungsnachfragers, -kunden und -konsumenten sowie des Gegenleistungserbringers. Ebenso können die Rollen des externen Faktors und des Dienstleistungskonsumenten in einer Person zusammenfallen.

## Produktionsprozess
Im Gegensatz zur Produktionswirtschaft werden die hergestellten Leistungen nach dem Uno-actu-Prinzip erstellt und sind nicht lagerfähig. Auch sind die Arbeits- und Personalintensität höher. Zwar werden im Produktionsprozess – wie in der Produktionswirtschaft – die Produktionsfaktoren Arbeit, Werkstoffe und Betriebsmittel eingesetzt, doch ist in Dienstleistungsbetrieben zusätzlich noch der externe Produktionsfaktor erforderlich. Dieser besteht aus Kunden und/oder den von diesen eingebrachten Sachen. Beispielsweise erbringt der Friseur seine Leistung an der Frisur seines Kunden, die Kfz-Werkstatt ihre Reparatur am Kraftfahrzeug ihres Auftraggebers. Die Leistungserstellung erfolgt weitgehend individuell und auftragsbezogen, wobei die Anwesenheit des Kunden und/oder der Sache erforderlich ist. Deshalb sind Dienstleistungsprodukte interaktionsbezogen und können nicht autonom realisiert werden; Leistungserstellung und Vertrieb sind identisch.
Es gibt extreme Beschäftigungsschwankungen, deren Folge Engpässe (durch Personalknappheit), Leerkapazitäten, Überkapazitäten oder Warteschlangen sein können.

## Unternehmensarten
Hier einige Dienstleistungsunternehmen im Hinblick auf ihre Produkte und Tätigkeiten:
| Wirtschaftszweig       | Produkt                                                                                  | Tätigkeit |
| ---------------------- | ---------------------------------------------------------------------------------------- | --- |
| Autowerkstatt          | Reparatur an Kraftfahrzeugen                                                             | Mechatronik |
| Bankwesen              | Finanzprodukte                                                                           | Anlageberatung, Finanzanalyse |
| Friseur                | Gestaltung der Frisur                                                                    | Haarpflege |
| Musikindustrie         | Tonträger                                                                                | Musikproduktion |
| Rundfunk               | Fernsehsendung, Radiosendung                                                             | Programmgestaltung |
| ÖPNV                   | Transport von Personen                                                                   | Personenbeförderung |
| Spediteur              | Transport von Gütern und Tieren                                                          | Gütertransport, Tiertransport |
| Tourismusindustrie     | Geschäftsreisen, Urlaubsreisen                                                           | Organisation von Reisen |
| Unterhaltungsindustrie | unter anderem Filmwirtschaft Massenmedien Musikindustrie Rundfunk/Fernsehen Showgeschäft | Abenteuerfilm, Spielfilm, Video-on-Demand E-Zeitung, Zeitschrift, Zeitung Compact Disk, Musik-Downloads, Musikstreaming Fernsehprogramm, Rundfunkprogramm Fernsehshow, Freiluftkonzert, Kabarett, Varieté, Zirkus |
| Versicherungswesen     | Versicherungsarten                                                                       | Risikoübernahmen |

In einigen Wirtschaftszweigen werden ausschließlich Dienstleistungen erbracht (Bank- und Versicherungswesen), das sind die primären oder originären Dienstleister. Sekundäre oder produktbegleitende Dienstleistungen werden unter anderem in der Automobilindustrie erbracht.

## Rechtsfragen
Nach der Legaldefinition des Art. 57 AEUV handelt es sich bei Dienstleistungen um Leistungen außerhalb des Waren- und Kapitalverkehrs, die in der Regel gegen Entgelt erbracht werden. Insbesondere gelten nach dieser Bestimmung gewerbliche, kaufmännische, handwerkliche und freiberufliche Tätigkeiten als Dienstleistung. Entgelt ist eine Gegenleistung für eine mit Gewinnerzielungsabsicht durchgeführte wirtschaftliche Tätigkeit. Damit liegt bei Dienstleistungen stets eine gewerbliche Tätigkeit vor. Ist keine Vergütung für eine Dienstleistung vereinbart, handelt es sich um einen Auftrag.
Gemäß Art. 87f Abs. 1 GG gewährleistet der Bund im Bereich des Postwesens und der Telekommunikation flächendeckend angemessene und ausreichende Dienstleistungen, wobei diese Dienstleistungen als privatwirtschaftliche Tätigkeiten erbracht werden. Diese Regulierungsverantwortung des Bundes betrifft die Infrastruktur und garantiert die ständige Verfügbarkeit des Dienstleistungsangebots von Postdienstanbietern und Telekommunikationsunternehmen für jedermann.
Als allgemeine zivilrechtliche Rechtsgrundlage dient für Dienstleistungen der Dienstvertrag, bei dem nach § 611 BGB der Dienstverpflichtete gegen Vergütung Dienste jeder Art für den Dienstberechtigten erbringen soll. Es handelt sich um einen individualrechtlichen Austauschvertrag zwischen Auftraggeber und Auftragnehmer über die unabhängige oder abhängige Leistung eines Dienstes gegen ein Entgelt. Durch diese weite Fassung werden von diesen Vorschriften auch Dienstverträge mit unselbständiger Tätigkeit (Arbeitsverträge) erfasst, weil die Arbeitsleistung eines Arbeitnehmers eine abhängige Dienstleistung darstellt. Daneben gibt es Dienstverträge mit selbständiger Tätigkeit durch Unternehmer oder Freiberufler mit wirtschaftlicher und sozialer Unabhängigkeit. Bei allen Dienstleistungen sind die Dienstleistungspflicht und die Vergütungspflicht vertragliche Hauptpflichten. Die Dienstleistung ist vom Dienstverpflichteten im Zweifel persönlich zu erbringen (§ 613 BGB). Diese persönliche Abhängigkeit trifft jedoch nicht auf gattungsmäßig umschriebene Tätigkeiten im Rahmen freier Dienstnehmer zu. Die Dienstleistungspflicht erfordert Sorgfalt beim Tätigwerden, nicht jedoch wie beim Werkvertrag den Erfolg.

## Wirtschaftliche Aspekte
Die aus den Merkmalen von Dienstleistungen hervorgehenden Eigenheiten gegenüber der Produktion von Sachgütern bedürfen einer besonderen Berücksichtigung in der betrieblichen Aufbau- und Ablauforganisation. Die Qualität einer Dienstleistung kann schwanken; dies ist schwierig zu messen bzw. zu bewerten (Qualitätsmanagement und Qualitätskontrolle). Der mangelnden Lager- und Transportfähigkeit kann einerseits durch geeignete Kapazitätspolitik und andererseits durch Beachtung der Warteschlangentheorie (etwa in Behörden) begegnet werden. Die Untrennbarkeit von Dienstleister und Dienstleistung und die Synchronität von Herstellung und Verbrauch lassen sich durch Online-Dienste (etwa Online Banking) beseitigen. Zusätzlich zum Leistungsergebnis einer Dienstleistung erlangt insbesondere der Leistungserstellungsprozess (Integration des externen Faktors) sowie das Leistungspotenzial (z. B. Erscheinungsbild und Kompetenz eines Unternehmensberaters) an Bedeutung. Alle drei so genannten Leistungsdimensionen werden in die Bewertung der Dienstleistungsqualität mit einbezogen.
Nahezu jedes Angebot eines Unternehmens enthält eine Dienstleistungskomponente, wobei der Dienstleistungsanteil gering oder hoch sein kann. Dienstleistungen sind sehr personalintensiv, weil sie in der Regel nicht als Massenware produziert werden können und die Aufmerksamkeit eines Menschen erfordern, der auf die Bedürfnisse des Kunden eingeht. Die Personalkosten weisen daher normalerweise den höchsten Anteil an den Gesamtkosten aus. Der Gegenwert von Dienstleistungen wird beispielsweise Entgelt, Gebühr, Marktzins oder Provision genannt. Wie bei Sachgütern beinhaltet er eine Gewinnspanne. Bei der öffentlichen Verwaltung genügt für die Entgeltlichkeit die vollständige oder teilweise Kostendeckung.
Die Summe aller in einer Volkswirtschaft in einem Jahr hergestellten Güter und Dienstleistungen nennt man Bruttoinlandsprodukt. Somit erfasst diese volkswirtschaftliche Kennzahl auch die erbrachten Dienstleistungen. In der Drei-Sektoren-Hypothese wird die Volkswirtschaft eingeteilt in den Primärsektor der Rohstoffproduktion, den Sekundärsektor des verarbeitenden Gewerbes und den Tertiärsektor der Dienstleistungen. Der zu beobachtende Trend zur Dienstleistungsgesellschaft führt zu einem zunehmenden Anteil des Dienstleistungssektors am Bruttoinlandsprodukt zu Lasten des Primär- und Sekundärsektors. Die Dienstleistungsbilanz als Teil der Zahlungsbilanz erfasst alle exportbedingten Zahlungseinnahmen und importbedingten Zahlungsausgaben im Handel mit grenzüberschreitenden Dienstleistungen.